# ومبکم
ومبکم (به انگلیسی: Vembakkam) یک روستا در هند است که در Tiruvannamalai district واقع شده‌است.